# Jurnal FM
Pentru postul de radio Jurnal FM din România, detalii aici Jurnal FM (România)
Jurnal FM este un post de radio din Republica Moldova care și-a început transmisiile în 2009, pe internet. Jurnal FM transmite știri, emisiuni, talk-show-uri și muzică de interes public. Formatul postului este CHR ce include 50% muzică din Republica Moldova și 50% din România. Directorul radioului este Victor Gîndea. La 25 decembrie 2010, Jurnal FM a fuzionat cu postul de radio „Radio Sănătatea”, fondat la Edineț în 1999.
Emite pe următoarele frecvențe în bandă FM:
- Chișinău - 100.1 MHz
- Edineț - 107.9 MHz
- Șoldănești - 99.1 MHz
- Sîngerei - 95.2 MHz
- Telenești - 88.2 MHz
- Ustia (Dubăsari) - 98.7 MHz
- Rezina - 91.2 MHz
- Bălți - 91.0 MHz
- Nisporeni - 88.8 MHz
- Comrat - 87.7 MHz
- Orhei - 101.6 MHz
- Soroca - 93.2 MHz